# 崔偉恆
崔偉恆（1977年—），香港出生，祖籍廣東番禺。現任中國法律研究員，專欄作家及時事評論員，曾任香港教育學院政治系講師。他同時是香港民主發展網絡成員及香港商業電台電台節目《光明頂》嘉賓主持。
崔偉恆曾於聖保羅男女中學及聖保羅書院就讀，在倫敦大學亞非學院取得政治系博士學位。崔偉恆曾在香港多份報章、雜誌撰寫時事類專欄，包括蘋果日報、信報、文匯報、明報。